# Коробовщина (Владимирская область)
Коробовщина — село в Кольчугинском районе Владимирской области. Входит в состав муниципального образования сельское поселение Раздольевское.

## История

### История церкви
В 1764 году на средства прихожан была построена деревянная церковь во имя святого Николая Чудотворца, что упоминается в ведомости о существовавших церквах Переславской епархии в 1799 году, составленной на основании показаний приходских священников. К 1829 году вместо этой деревянной церкви построен каменный храм с колокольней. Престолов в храме было три: в холодном — во имя святого Николая Чудотворца, в тёплых приделах — во имя пророка Илии и во имя преподобного Сергия Радонежского. В конце XIX века приход состоял из села Коробовщины и деревень: Яковлево, Хламостово, Блудово, Старой, Жердево.

### Развитие села
В селе существовала земская народная школа, учащихся в 1896 году — 110.
По данным на 1895 год, ежегодно, 11 марта в селе проводилась однодневная ярмарка, на которую доставлялись из других сел и городов такие товары, как мануфактура, бакалея, мука, хлеб, железные изделия, рыба и прочее. Доход торговцев за ярмарочный день составлял около 4000 рублей.

### XX-XXI века
В конце XIX — начале XX века село являлось центром Коробовщинской волости Покровского уезда.
С 1929 года деревня являлась центром Коробовщинского сельсовета Кольчугинского района, с 1979 года — в составе Белореченского сельсовета, с 1984 года — в составе Раздольевского сельсовета, с 2005 года — в составе Раздольевского сельского поселения.

## Население
| 1859 | 1905 | 1926 | 2002 | 2010 | 2021 |
| ---- | ---- | ---- | ---- | ---- | ---- |
| 152  | ↗200 | ↗256 | ↘16  | →16  | ↘14  |

## Достопримечательности
В центре села находится полуразрушенная церковь Николая Чудотворца 1829 года постройки, действовала до 1930 года, в 2000 году возвращена верующим. Ведутся восстановительные работы силами прихода.